# 飯田遊廓
飯田遊廓（いいだゆうかく）は長野県飯田市二本松にかつて存在した遊廓。後に二本松遊廓とも。「日本全国遊廓一覧」によると貸座敷10軒、娼妓110名を数えたとされる。

## 歴史
飯田遊廓は1882年に長野県議会で設置が可決され、大黒楼、深津楼、山岸楼、柳川楼、丸井楼、岩亀楼の6軒が9月に開設された。翌年以降には長姫楼、日進楼、四海波楼、東屋、千代竹、丸鷲楼の計12軒が立ち並び、開業当初は30人程度の娼妓が1918年（大正7年）には130人を超えた。なお、通称赤線地帯であるこの地のすぐ下の谷川沿いに青線（非公認での売春）もあったとされる。大正年間から昭和初期にかけて人口2万人足らずの飯田の町全体に舞妓が380人、娼婦などが500人近くいたとされ、「飯田の町は女の町」とも言われていた。かの阿部定が20歳の時に飯田市の三河屋に移転し、1925年7月から1927年までこの遊廓で勤めた事でも知られる。
現在の普門院天満宮の裏手に入口の門があり、そばに背の高い2本の松の木があったことから後に二本松遊廓とも呼ばれた。西側から幅5m程度の狭い道の行止りにあたる場所で、数軒通った辺りで鍵の手となり、遊廓の奥は見えない作りになっていた。遊廓の周りには柵があり、柵の中には風呂屋、仕出屋、小間屋などがあった。1956年の売春防止法制定以後は、全国の遊廓と同じように歴史に幕を閉じ、貸間やアパート業などを営んだ。しかし、建物は次々に壊されていった。
1947年には市街地の大半を焼き尽くす飯田大火があったが、この付近は災禍を免れ、近年まで鍵の手の場所にあった久保田楼（丸鷲楼→深川楼→清川楼→久保田楼）と前出の深津楼の二棟が、かつての繁栄の面影を残していた。そのうち久保田楼は、開設後しばらくして建てられたという記録から1887年（明治20年）前後の建設と見られ、面積は約760㎡、全25部屋という規模を誇った。売春防止法以降は貸部屋として使われ、明治以降に建てられた現存する遊廓は全国的にも珍しいものであり、飯田市においても旧市街地における大火以前の建築物の希少性から貴重な遺産となっていた。
保存も検討されたが、2002年9月に久保田楼が老朽のために解体され、飯田市によって図面と木材の一部だけが辛くも保存された。2004年春に深津楼が取り壊され、小京都と呼ばれる飯田の町から、飯田遊廓の遺構は姿を消した。その後、跡地にはマンションやアパートが林立し、今では当時の面影を見ることはほとんどできなくなった。